# Uruguaiana
Uruguaiana egy község (município) Brazíliában, Rio Grande do Sul államban, az Uruguay folyó keleti (bal) partján. Határos Argentínával és Uruguayjal, így egyike Brazília hármashatár menti községeinek. Rio Grande do Sul gyéren lakott nyugati részének legnagyobb népességű és több vélemény szerint legfontosabb községe. Itt van Latin-Amerika legnagyobb szárazkikötője, és a lebonyolított áruforgalom miatt a Mercosur fővárosának is nevezik. 2021-ben népességét 126 766 főre becsülték.

## Története
A pampákat a 16. századig természeti népek, túlnyomórészt charruas indiánok lakták. A 17. században a spanyol jezsuiták missziókat alapítottak az indiánok megkeresztelésére és letelepítésére, és 1657-ben a környéken létrehozták az Estância Santiagot (ma São Marcos kerület része) az Uruguay folyó túloldalán fekvő Japeju (Yapeyú) redukció komplexumának részeként. A missziók feloszlatásáig a mai Uruguaiana területén további estânciákat (szarvasmarha tenyésztésére szánt birtokokat) emeltek a Japeju redukció kiszolgálására, amelyek közül néhány romjai a mai napig fennmaradtak. Később a vidék a portugál királyság része lett, amely 1814-től kezdődően földadományokat (sesmarias) kezdett osztani, az új tulajdonosok közül pedig sokan a jezsuita birtokok régi létesítményeit használták. Az első földadományt Dom Diogo de Sousa kormányzó és alkirály adományozta Antônio Silveira de Souzának az Ibicuí és az Ibirocai folyók között.
Itt zajlott a Banda Orientalért (ma Uruguay része) vívott argentin–brazil háború (Guerra da Cisplatina, 1825–1828) egyik csatája. 1835-ben település alapításáról döntöttek, mivel a Farroupilha-felkelés kibontakozásával a kormány birtokába került az Ibicuí folyó vidéke, így katonai és adóügyi szempontból fontos volt egy határmenti település létrehozása. A helyszínt az Imbaá és a Salso patakok közötti területen jelölték ki, és 1843. február 24-én Bento Gonçalves da Silva elnök jóváhagyta a határozatot. Manuel Joaquim do Couto helyi birtokos földet adományozott a falu létrehozására, kápolnát emeltek, és megkezdték Santana do Uruguai település építését, amely 1845-ben már mintegy 100 házzal rendelkezett. A város határainak későbbi kijelölése és az utcák elrendezése Luís Alves de Lima e Silvának (Caxias hercege) és Domingos José de Almeida pénzügyminiszternek köszönhető. 1846-ban függetlenedett Alegrete községtől, és 1847-ben Uruguaiana néven önálló községgé alakult. 1849-ben vámhivatalt nyitottak, 1861-ben új templomot építettek.
A hármas szövetség háborúja alatt, 1865-ben Paraguay megtámadta Brazíliát, és a brazil ellenállás hiánya miatt különösebb nehézség nélkül megszállta Rio Grande do Sul egy részét. Uruguaianába és a folyó túloldalán fekvő Paso de los Libres városába a paraguayiak augusztus 5-én vonultak be (ez volt a legdélibb pont, amelyet hadjáratuk során elfoglaltak), csapataik azonban kimerültek, és a felszabadító szövetséges seregek bekerítették és szeptember 18-án visszafoglalták a várost. A harcokban Uruguaiana szinte teljesen elpusztult, az épületek leégtek, a katonák mindent kifosztottak. A háború rámutatott arra, hogy a tartomány milyen kommunikációs nehézségekkel küzd (például a sártól járhatatlan utak), ezért 1870-ben a tartományi kormány modern utak építéséről döntött, amelyek összekötik Porto Alegret a nyugati és északnyugati határral. Az első szakaszt 1872-ben avatták fel.
1873-ban újságot indítottak O Provir címen. 1874-ben Uruguaianát nagyvárossá (cidade) nyilvánították. 1876-ban kisebb tragédia rázta meg a települést, mikor a szembenálló konzervatívok és liberálisok között a helyi szavazás alkalmával lövöldözésbe torkolló zavargás tört ki, amely során Feliciano Ribeiro de Almeida ezredes életét vesztette. 1883-ban távírószolgálat létesült, 1884-ben letették a Carlos Gomes színház alapkövét, 1887-ben megalapították a Barra do Quaraí húsüzemet.
Uruguaiana hírhedt volt elszigeteltségéről, a más városokkal való összeköttetések hiányosságairól. Bár az Uruguay folyón közlekedő gőzhajók rendszeres utakat tettek a folyóparti brazil és argentin városok között, az állam többi városával és főként a fővárossal való kapcsolat igen nehézkes volt. Az újonnan épített utak nem oldották meg a problémát, így a tartományi kormány már 1873-ban vasútvonal építését fontolgatta, a munkálatok pedig 1877-ben kezdődtek Taquariban. 1890-ben a sínek elérték Cacequit, ahonnan Alegrete és Uruguaiana felé kellett volna folytatódjanak, azonban az építkezést felfüggesztették, és csak 1901-ben folytatták. Végül 1907. december 21-én nyílt meg a teljes Porto Alegre–Uruguaiana vasútvonal.
A község gazdasága kezdetben a szőlőtermesztésre összpontosult, azonban a 20. század elején az állattenyésztésre helyezték a hangsúlyt, amelynek a kiterjedt legelők kedvező feltételeket biztosítottak. 1912-ben az állomány 280 ezer szarvasmarhát és 455 ezer juhot számlált; az előbbieknél az európai fajok, az utóbbiak esetében az ausztrál és más fajok voltak túlsúlyban. A lakosság száma 1920-ban elérte a 28 313 főt, és 22 iskola működött a községben. 1923-ban felkelés színhelye volt, mikor a kormányzóválasztás után az Assis Brasilt támogató szövetség tagjai fellázadtak Borges de Medeiros kormányzó ellen. A Flores da Cunha által védett Uruguiana városát a forradalmár Honório Lemes tábornok csapatai ostromolták, de nem tudták bevenni. 1924-ben Honório Lemes visszatért és elfoglalta a várost, azonban csapatai csak néhány napig tartózkodtak itt.
1931-ben elkészült a csatornahálózat. 1938–1947 között megépítették a brazil–argentin nemzetközi hidat, amely Uruguaiana városát az argentin oldalon fekvő Paso de los Libresszel köti össze. Az 1940-es évektől a község jelentős állattenyésztő volt: 1942-ben 600 ezer szarvasmarhát és 800 ezer juhot számláltak (az ország legnagyobb juhállománya), 1955-ben pedig 347 ezer szarvasmarhát és 1,2 millió juhot.

## Leírása
Székhelye Uruguaiana, további kerületei João Arregui, Plano Alto, São Marcos, Vertentes. Az állam nyugati határán fekszik, határos Argentínával és Uruguayjal, így egyike Brazília kevés hármashatár menti községének. Területét tekintve az állam harmadik legnagyobb községe Alegrete és Santana do Livramento után. Lakosai portugálok, spanyolok, indiánok, afrikaiak leszármazottjai. A községközpont 74 méteres tengerszint feletti magasságban helyezkedik el, az állam fővárosától 566 kilométerre. Nedves szubtrópusi éghajlat (Cfa) jellemzi, az évi átlaghőmérséklet 20,1 ºC, az évi csapadékmennyiség 1627 mm.
Gazdasága a mezőgazdaságra összpontosul (rizs termesztése, szarvasmarha tenyésztése), de jelen van az ipar is (elsősorban élelmiszeripar). Itt van Latin-Amerika legnagyobb szárazkikötője, a nemzeti export 80%-a pedig a brazil–argentin nemzetközi hídon halad át, így Uruguianát „a Mercosur fővárosának” is nevezik. Turisztikai infrastruktúrája fejlett, az állam legnagyobb idegenforgalmi kapuja, évente több mint 100 000 turista érkezik a környező országokból.

## Képek

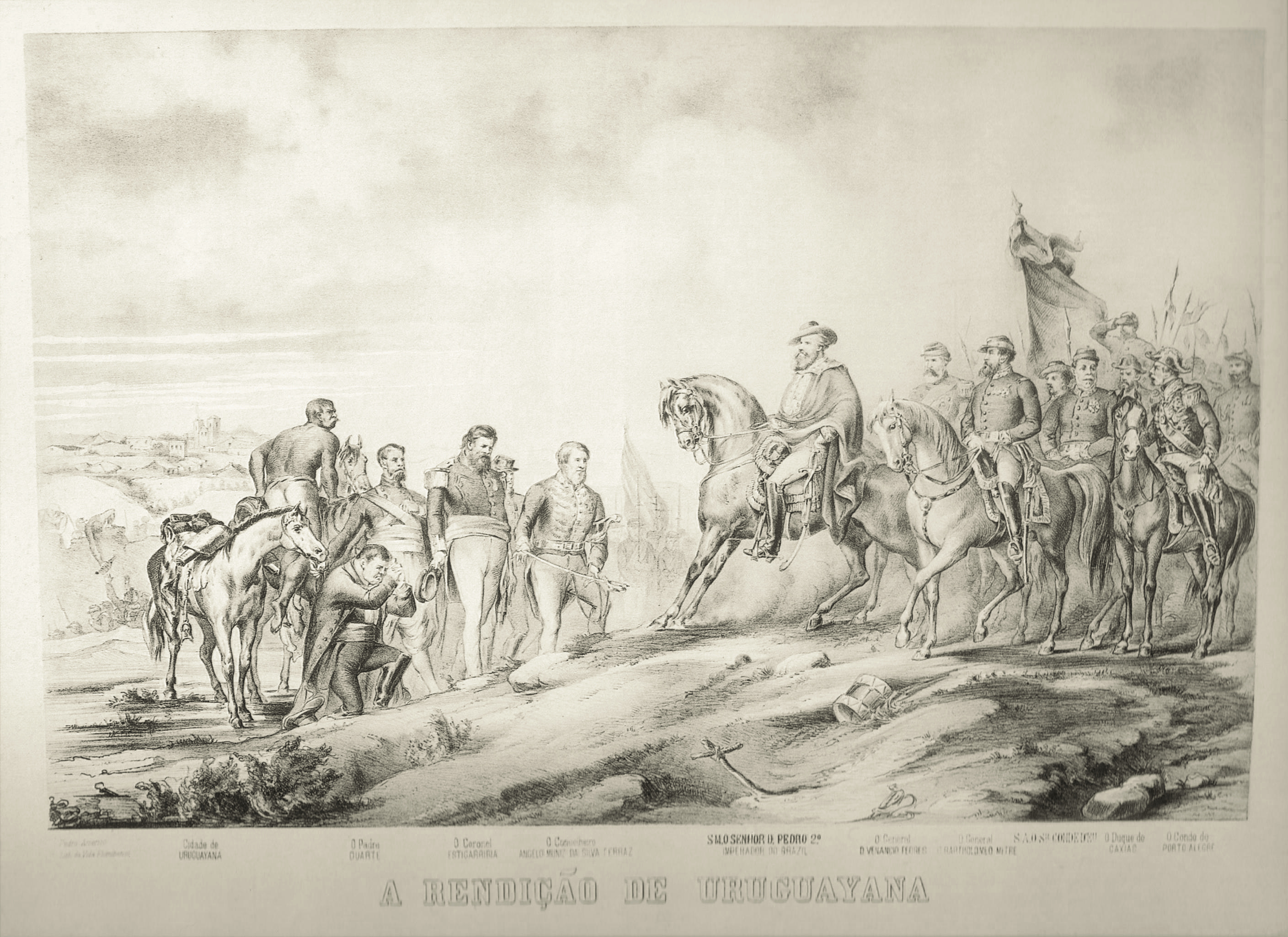
A paraguayi megszállók kapitulálása (V. Meirelles metszete)
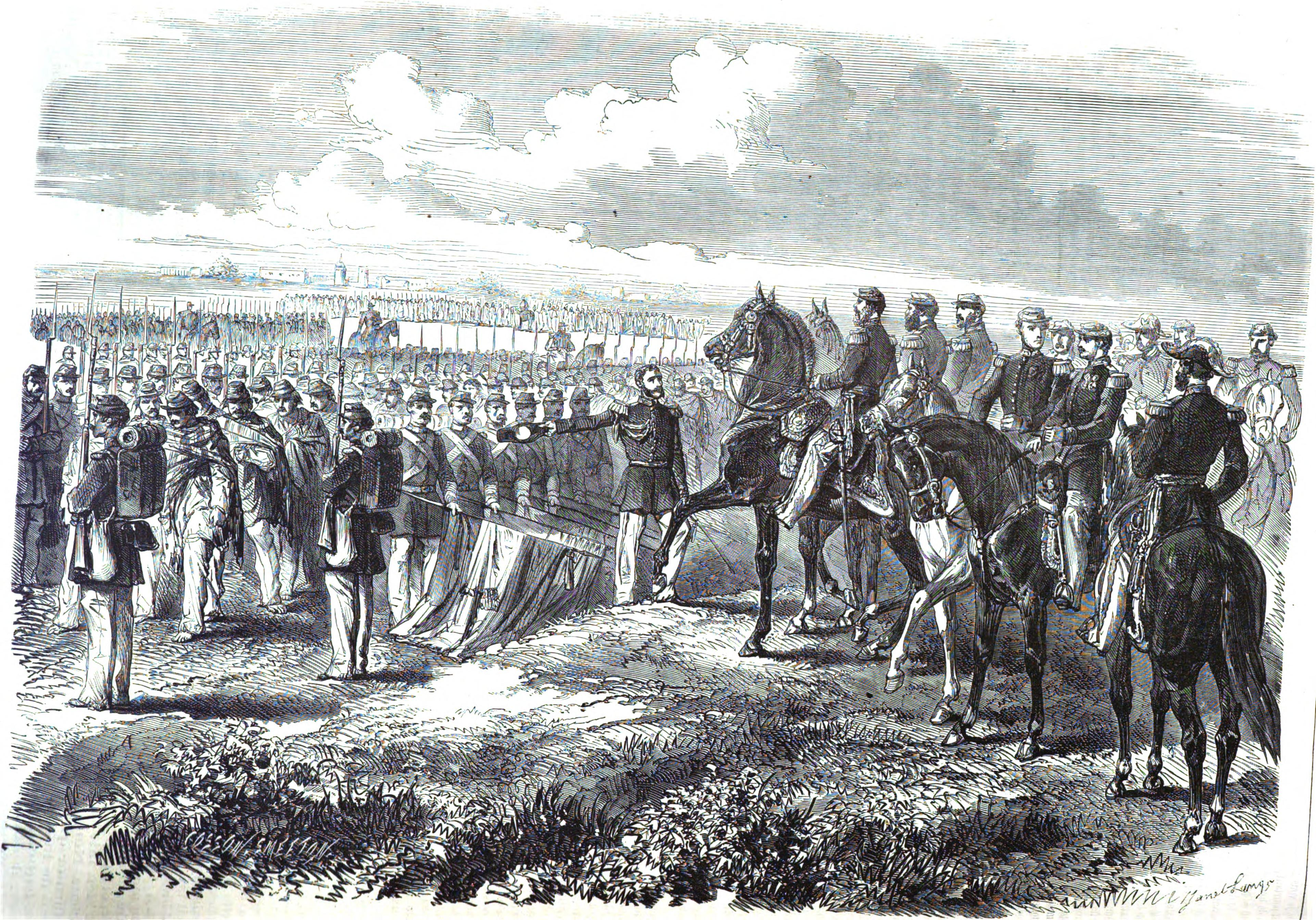
A paraguayi megszállók kapitulálása (F. Rubio metszete)
Archív városkép
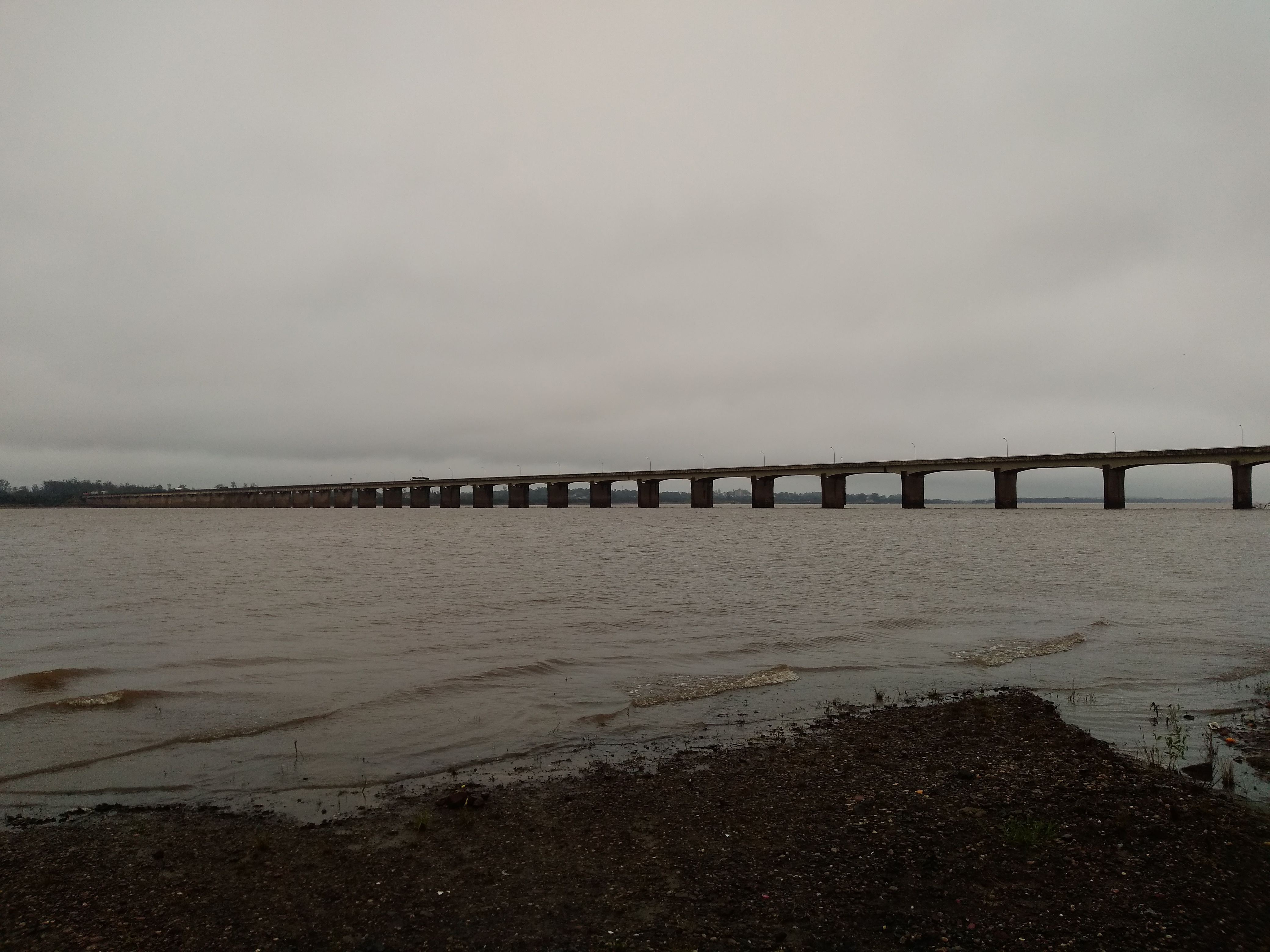
A brazil–argentin híd
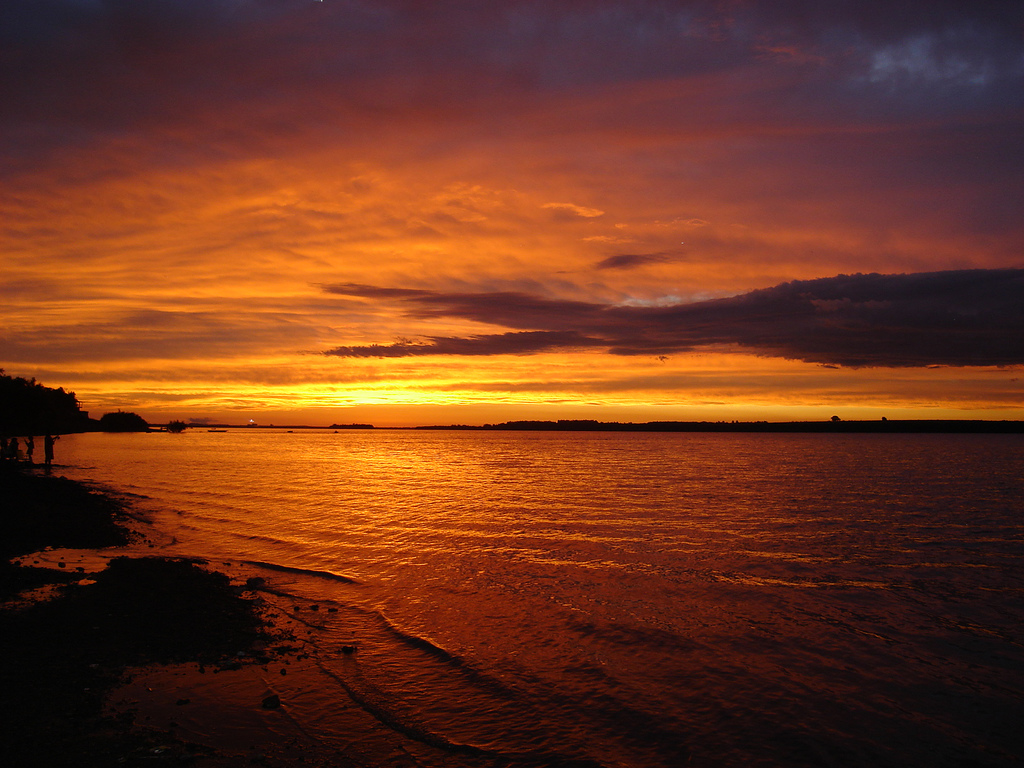
Naplemente az Uruguay folyón